# Overen
Overen (ook: Oeveren of Hoverenbol) was een kasteel ten westen van het Nederlandse dorp Sint-Odiliënberg, provincie Limburg. De huidige boerderij en herenhuis zijn een voortzetting van het voormalige kasteelcomplex.

## Geschiedenis
De oudste vermelding van Overho dateert uit 1297. Godefridus van Uytwijc werd in 1326 vermeld als leenman van Overen, met Gelre als leenheer. Het is onbekend of Overen ook daarvóór al een leengoed was, of dat het aanvankelijk een allodiaal goed was dat door Godefridus in leen werd opgedragen aan de graaf van Gelre. De leenmannen uit de familie Van Overen die in 1360 en 1399 werden opgetekend in de leenregisters, waren waarschijnlijk nazaten van Godefridus en hadden zichzelf vernoemd naar het goed.
Vanaf 1418 kwam Overen in handen van de familie Van Baerle. Omdat Overen een riddermatig goed was, konden de Van Baerles zitting nemen in de ridderschap van het Gelderse Overkwartier.
De laatste Van Baerle was Willem, die in 1602 overleed en Overen naliet aan zijn dochters Anna en Elisabeth. Anna huwde Gilles van Haeften, die vanaf 1642 toegang kreeg tot de ridderschap vanwege het bezit van Overen. In 1651 verkocht hij Overen echter aan Hendrik Schenck van Nydeggen. Deze overleed in 1664 en liet Overen na aan zijn nicht en neef.
De Roermondse postmeester Johan de Bors kocht Overen in 1685 en liet het in 1706 na aan zijn zoon Eugène Joseph. Door vererving kwam in 1785 de familie Olislagers van Meersenhoven in bezit van Overen, gevolgd door de familie Malet de Coupigny. De laatste eigenaar uit deze familie was Marie Dorothée, echtgenote van de graaf d’Alcantara. Haar erfgenamen verkochten begin 20e eeuw Overen.

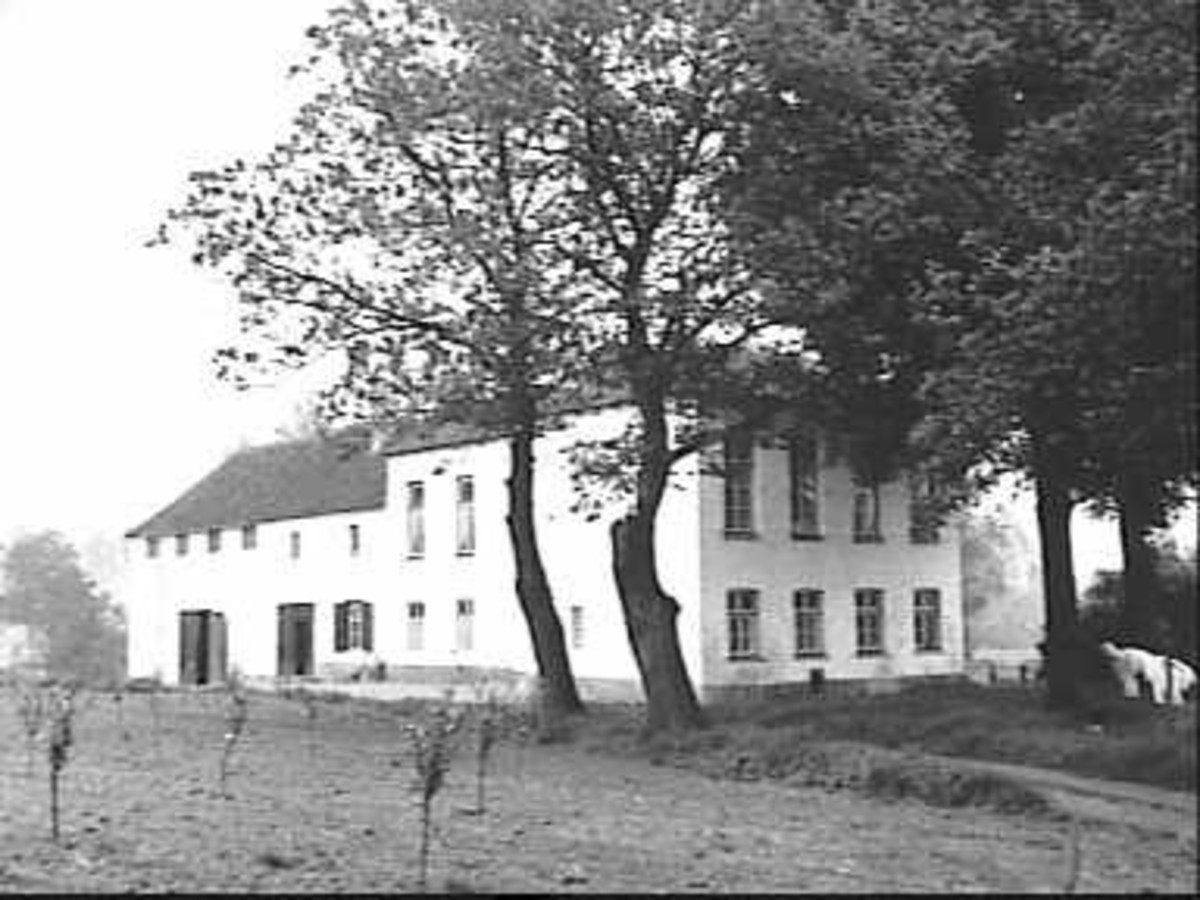
Het herenhuis

## Beschrijving
Het is niet duidelijk wanneer het kasteel precies is ontstaan en hoe het er uit heeft gezien. De oudste vermelding uit 1297 betreft een hof, dat wijst op de aanwezigheid van een boerderijcomplex. Vanwege de toegang die de eigenaren hadden tot de ridderschap, is het echter aannemelijk dat er wel degelijk een omgracht, stenen huis moet hebben gestaan. Meldingen uit begin 17e eeuw wijzen hier ook op, dus er moet minstens in de eeuw ervoor al een huis hebben gestaan. In ieder geval was er in 1602 zeker sprake van een huis met een hoeve, stallen en gaarden.
De exacte locatie van het kasteel is evenmin duidelijk. Mogelijk stond het bij het tegenwoordige herenhuis. De huidige vierkante hoeve is dan de voortzetting van een oudere boerderij.

### Herenhuis en hoeve
In de huidige situatie bestaat de bebouwing uit twee losstaande complexen: een herenhuis en een vierkante hoeve. Het rechthoekige, bakstenen herenhuis is vermoedelijk rond 1800 gebouwd en bestaat uit twee bouwlagen, afgedekt door een mansardedak. Het grondplan heeft een L-vorm. Tegen het huis aan bevinden zich schuren.
De vierkante hoeve heeft een 17e-eeuwse kern en bestaat uit diverse bouwdelen. Het vierkante, bakstenen woongedeelte is onderkelderd en heeft twee woonlagen. De schuur is opgebouwd in vakwerk.
Aerwinkel · Kasteel Afferden · Aldt Huys · Aldenborgh · Kasteel Aldenghoor · Aldenhoven · Alte Burg · Kasteel Amstenrade · Slot Annendael · Kasteel Arcen · Baersdonck · Bakvliet · Baronsberg · Baxhof · Beegden ·  Benzenrade · Kasteel De Berckt · Kasteel Bethlehem · Beusdaelshof · Binsfeld · Huis Blankenberg · Kasteel Bleijenbeek · Blitterswijck · Boerlo · Bolberg · Bollenberg · Kasteel De Bongard · Borggraaf · Kasteel d'Erp · Kasteel Borggraaf · Kasteel Borgharen · Kasteel Born · Huis Bree · Breust · Kasteel Broekhuizen · Broekhuizen · Gracht Burggraaf · Kasteel De Burght · Kasteel Cartils · Cloppenburg (Oost-Maarland) · Kasteel Cortenbach · Huis De Dael · Dammerscheid · Kasteel De Bockenhof · De Donck (Sevenum) · De Donck (Swolgen) · De Dorth ·  Huis ten Dijcken · Kasteel Doenrade · De Doom · Douve · Douvenrade · De Dries · Kasteel Erenstein · Kasteel Eijsden · Eijsden · Einrade · Kasteel Elsloo · Ensenbroek · Eperhuis · Etzenraderhuuske · Exaten · Kasteel Eijckholt · Kasteel Eyckholt · Eys · Gastendonck · Kasteel Genbroek · Gebroken Slot · Kasteel Geijsteren · Kasteel Op Genhoes · Kasteel Genhoes · Genneperhuis · Kasteel Het Geudje · Kasteel Geulle · Kasteel Geusselt · Geijsteren · Gen Heck · Ghoor · Kasteel Goedenraad · Kasteel Grasbroek · Kasteel Groenendaal · Groethof · Groot Paarlo · Kasteel van Gronsveld · De Gun ·Kasteel Haeren · Kasteel Den Halder · Heerlaer · Heeze · Heijen · 's-Herenanstel · Kasteel Hillenraad · Kasteel Hoensbroek · Hoenshuis · Holstrate · Holtmühle · Huize Holtum · Kasteel Horn · De Horst · Huys ter Horst · Ten Hove (Grathem) · Ten Hove (Panningen) · Huis Brias · Huis Darth ·  Kasteel Hurpesch · Kasteel Sint-Jansgeleen · Kasteel Jerusalem · Kasteel Kaldenbroek · Den Kamp · Kasteel Karsveld · Kasteel Keverberg · Klein Paarlo · Klimmender Huuske · De Kolck · Koppelberg · Laar · Landsfort · Kasteel Lemiers · Kasteelruïne Lichtenberg · Kasteel Limbricht · Lonesteyn · Huize Lovendael · Mazenburg · Kasteel van Meerlo · Kasteel Meerssenhoven · Meezenbroek · Kasteel van Mheer · Middelaar · Kasteel Millen · Kasteel Montfort · Movert · Mulrode · De Munt · Château Neercanne · Kasteel Neubourg · Nienghoor · Huis Nierhoven · Kasteel Nieuwenbroeck · Nije Huys · Kasteel Nijenborgh · Kasteel Nijswiller · Nijthuysen · Kasteel Obbicht · Oedenrade · Kasteel Ooijen · Kasteel Oost (Valkenburg) · Kasteel Oost (Oost-Maarland) · Kasteel Ouborg · Overen · Kasteel Passarts-Nieuwenhagen · Prickenis · Prinsenhof · Puth · De Putting · Raath · De Raay · Ravenhof · Kasteel Reijmersbeek · Kasteel van Rijckholt · Kasteel Rivieren · Rodenbroek · Rosendaal · Kasteel Schaesberg · Kasteel Schaloen · Te Scharen · Schenkenburg · Kasteel Scheres · De Spijker (Geijsteren) · De Spijker (Leeuwen) · Huis Severen · Sibberhuuske · Château St. Gerlach · Spraland · Huis De Spyker · Huize Stalberg · Stalberg (Wellerlooi) · De Steeg · Kasteel Stein · Steinhagen · Steenen Huis · Stoel van Swentibold · Strijthagen (Landgraaf) · Strijthagen (Welten) · Struyver · Kasteel Terborgh · Terlinden (Wijnandsrade) · Terveurdt · Ter Weyer · Kasteel Ter Worm · De Tombe · Huis De Torentjes · Triest · Trippaert · Kasteel Vaalsbroek · Kasteel Vaeshartelt · Valkenburg · Vliek · De Vroenhof · Vrijburg · Kasteel Wambach · Warenberg · Well · Weyershof ·  Wijlre · Kasteel Wijnandsrade · Wijnandsrade · Wijnantshof · Wissegracht · Huize Witham · Kasteel Wittem · Wolfrath · Wylre